# Pehr Hilleström

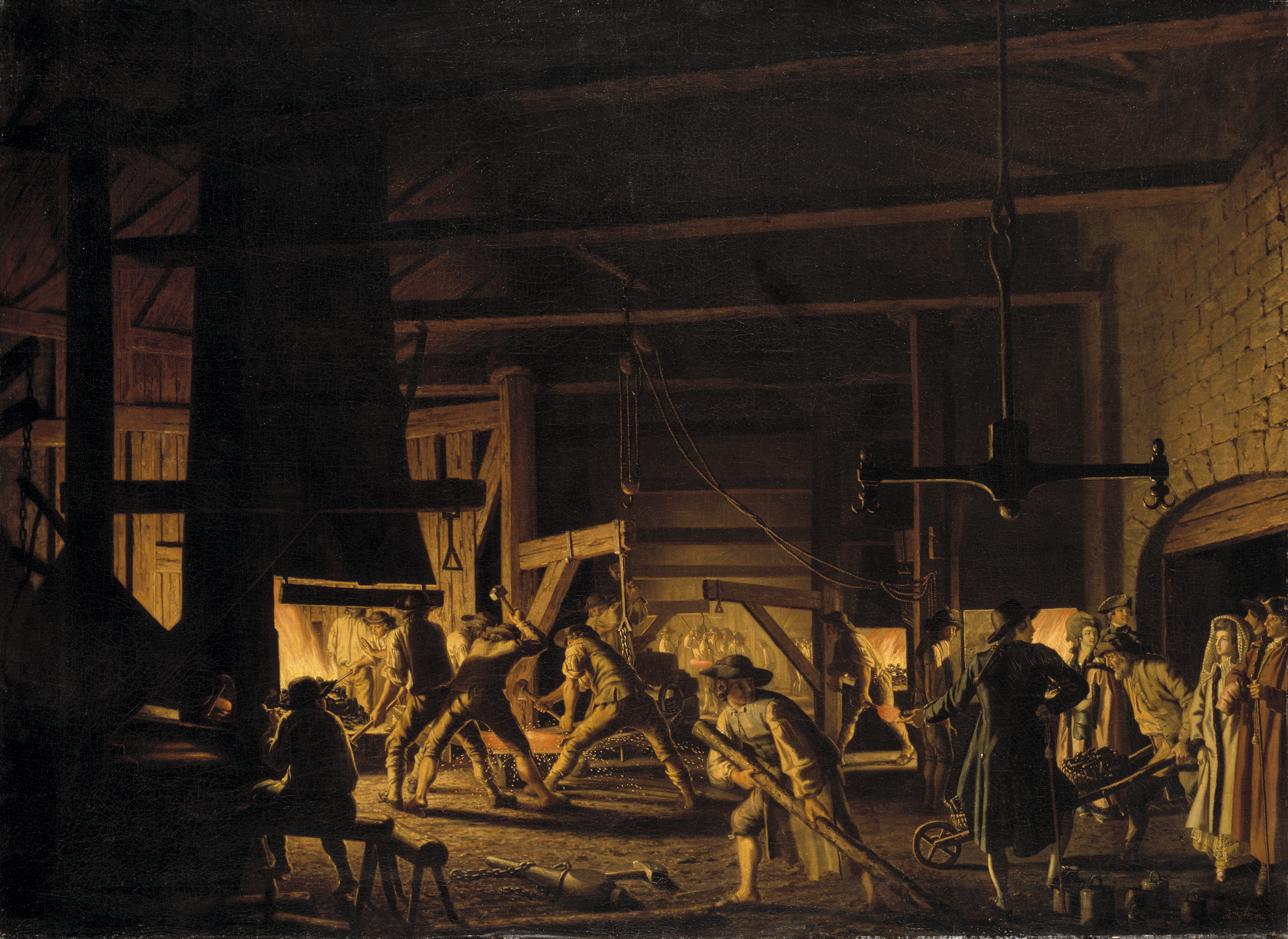
Pehr Hilleström, Dans la forge de l'ancre à Söderfors. Les forgerons au labeur

Pehr Hilleström (18 novembre 1732 – 13 août 1816) est un artiste suédois. Il est professeur et directeur à l'Académie royale des arts de Suède.

## Biographie
Hilleström naît sur l'île de Väddö, dans le district de Roslagen, en Suède, où son oncle est le vicaire. Il est l'aîné de douze enfants. Il est d'abord formé par le paysagiste Johan Philip Korn (1727–1796). Il reçoit une formation à l'Académie royale des beaux-arts de Suède auprès de l'artiste Guillaume Taraval (1701–1750) et de l'architecte Jean Eric Rehn (1717–1793). Entre 1757 et 1758, Hilleström effectue un voyage d'étude à l'étranger, durant lequel il se rend à Paris, en Belgique et en Hollande. Il poursuit ses études dans les techniques de la tapisserie et devient un maître tisserand de tapisserie.
À partir de 1759, il dirige un atelier de tissage à Stockholm. En 1773, Hilleström devint membre du conseil d'administration de l'Académie royale des arts de Suède. L'académie le nomme professeur de dessin en 1794. En 1805, il reçoit le poste de vice-chancelier de l'académie et en 1810, il succède à Louis Masreliez (1748–1810) comme directeur,,,.

## Style
Hilleström peint une trentaine de portraits. Il réalise également un grand nombre de représentations des environnements de l'époque. Il produit de nombreuses peintures de genre de personnes effectuant diverses tâches quotidiennes dans des maisons de la classe moyenne et supérieure de Stockholm. Les tenues et les meubles sont peints exactement comme ils étaient et constituent une source précieuse d'informations sur la vie de cette époque. En outre, il peint des artisans en action dans des fabriques et d'autres lieux de travail des premières industries. Plus tard, il commence également à peindre des peintures historiques et des motifs religieux.

## Vie personnelle
En 1759, il épouse Ulrica Lode (1737–1779). Hilleström est le père de l'artiste Carl Petter Hilleström (1760-1812). Ses descendants comprennent l'auteur et conservateur de musée Gustaf Hilleström (1911-1994),,.

## Galerie

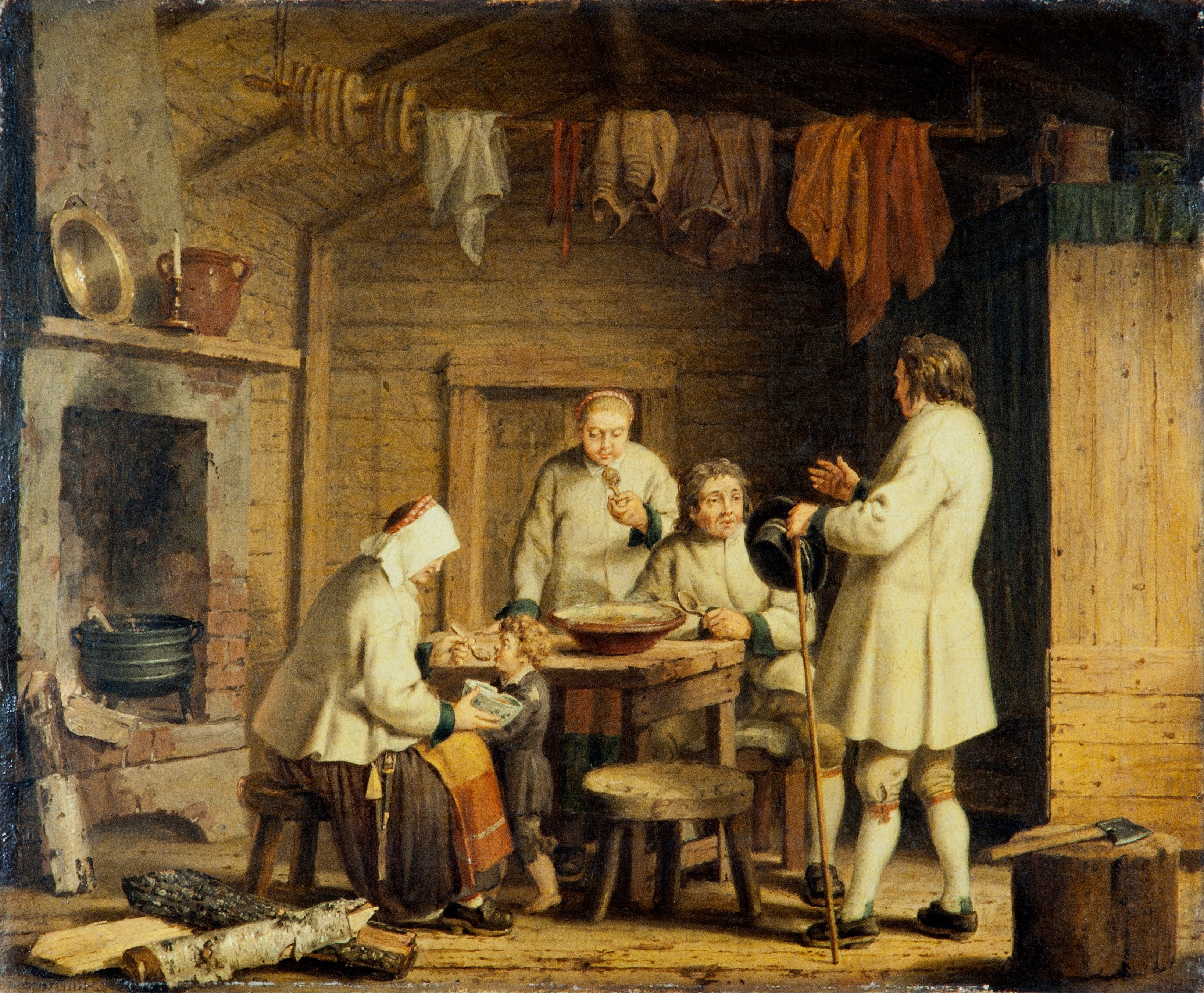
Habitants de Mora en Dalécarlie.
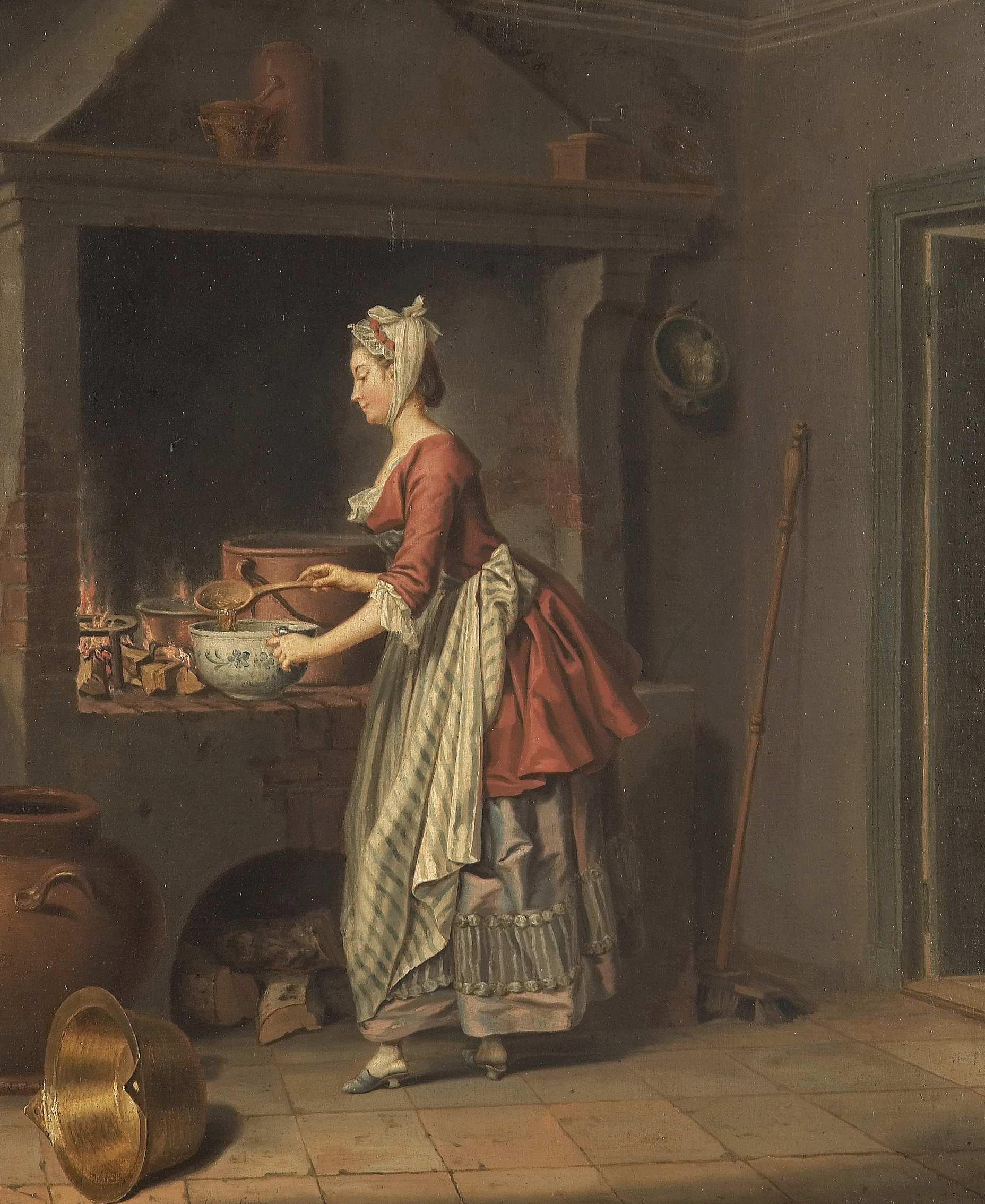
Bonne prenant de la soupe dans un pot.
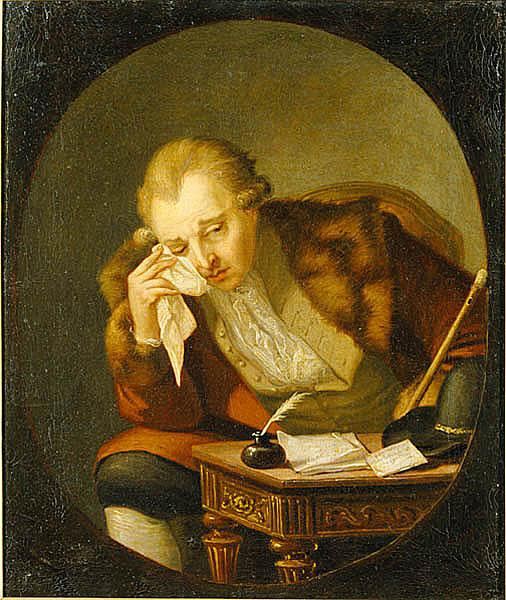
Portrait de Carl Michael Bellman.
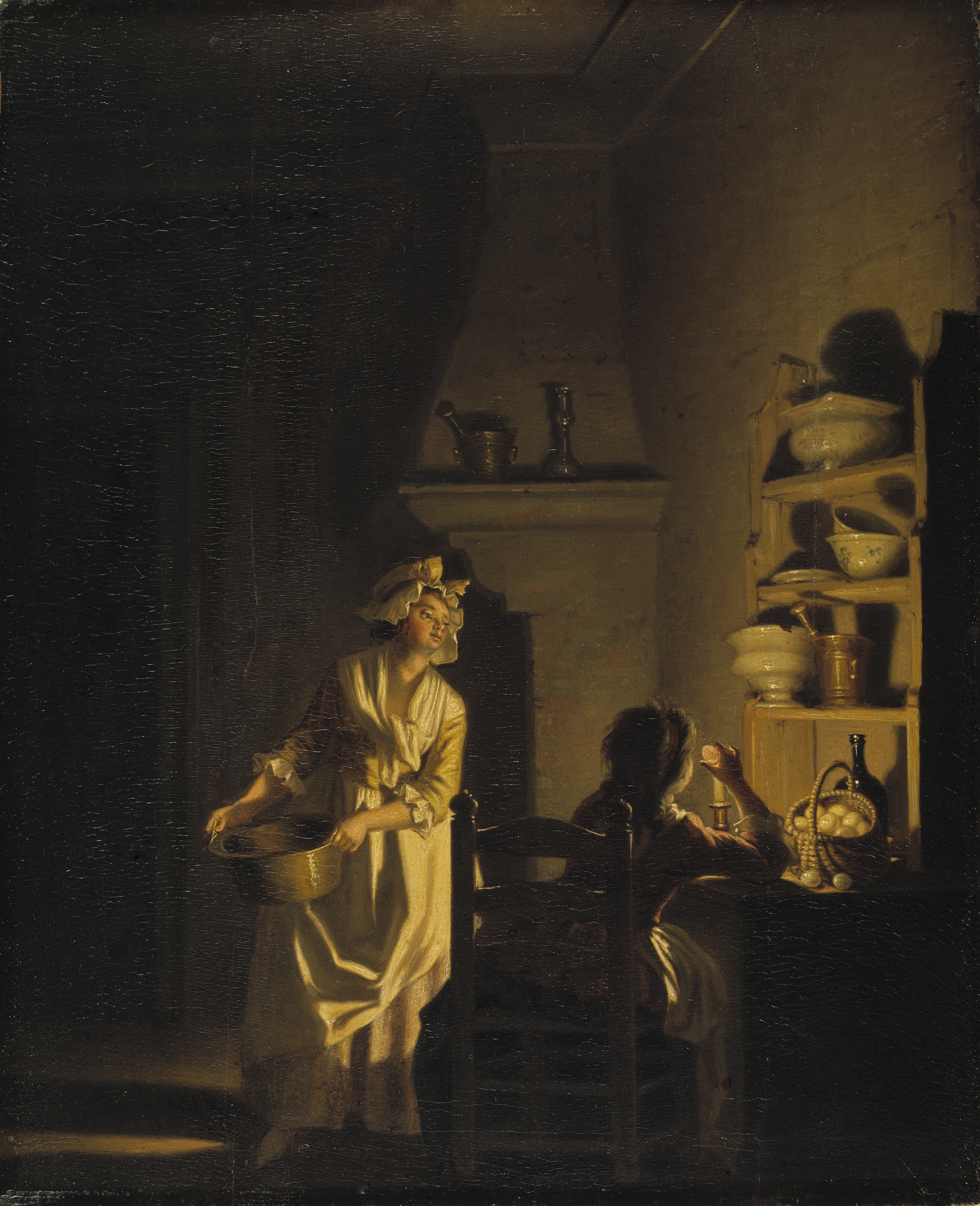
Test des œufs.
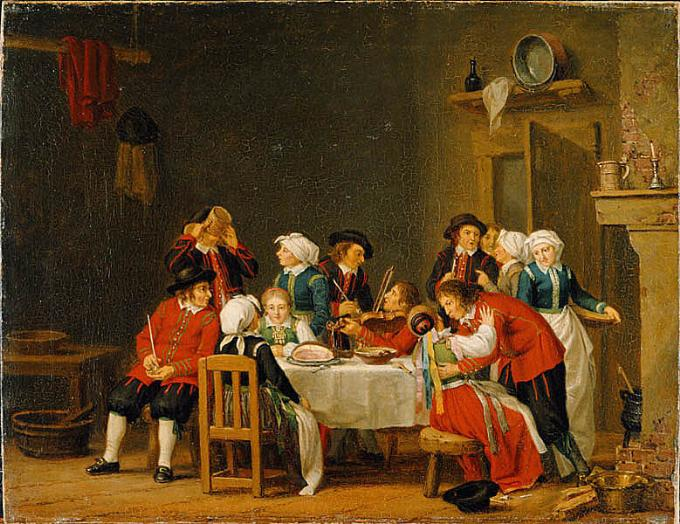
Scène conviviale dans la maison d'un paysan.
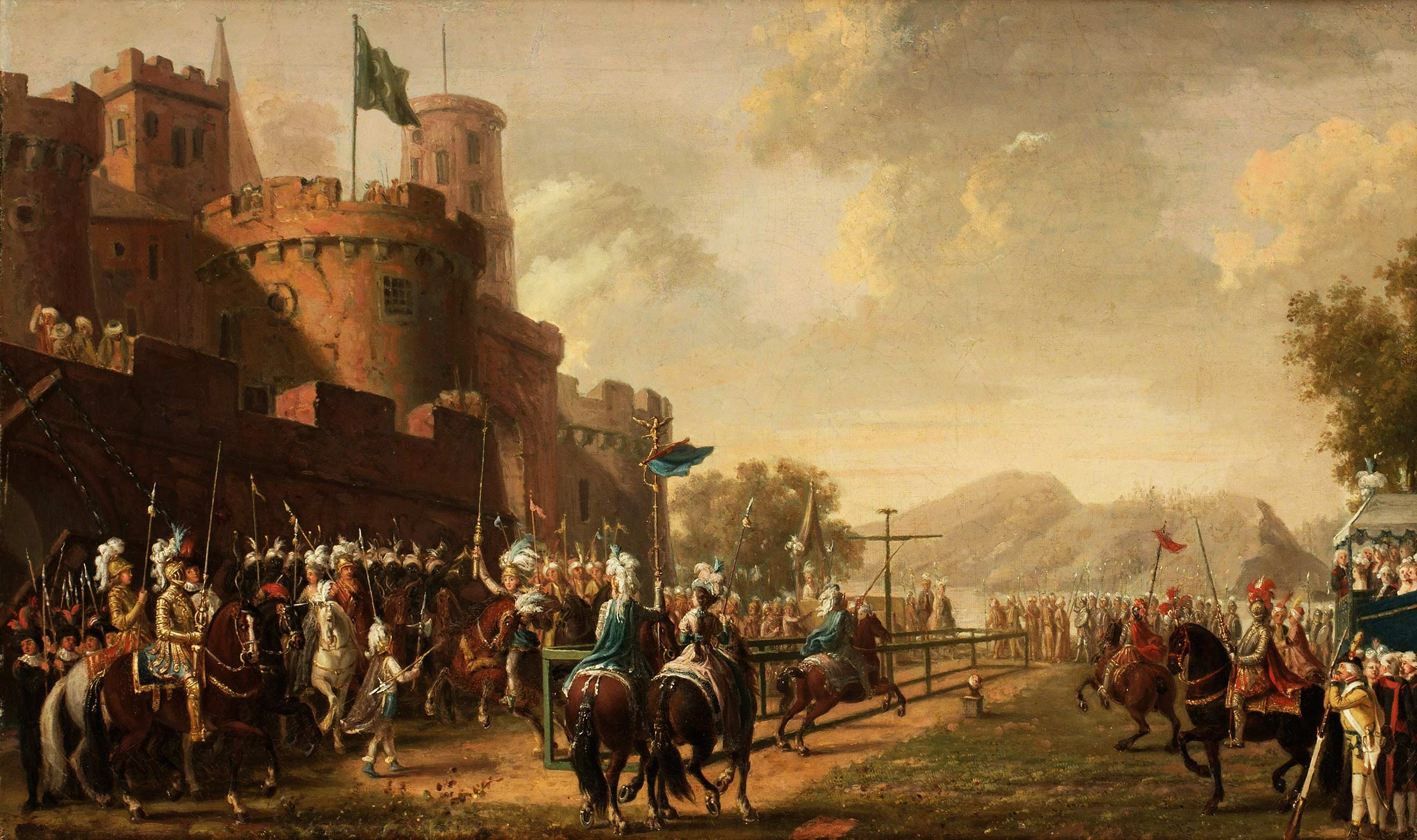
La forêt enchantée, tournoi à Drottningholm.
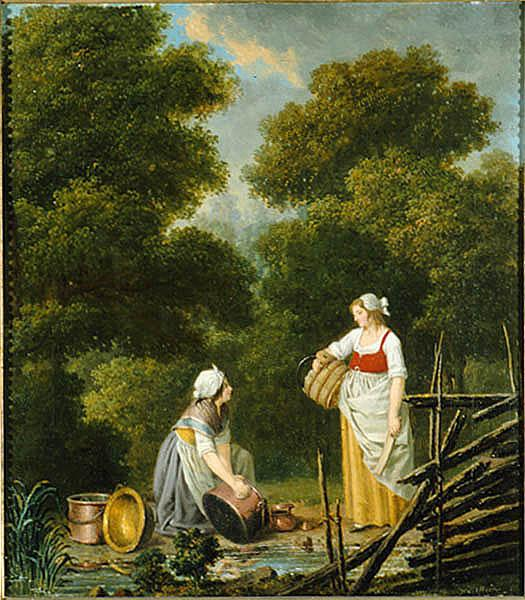
Deux servantes au bord d'un ruisseau.
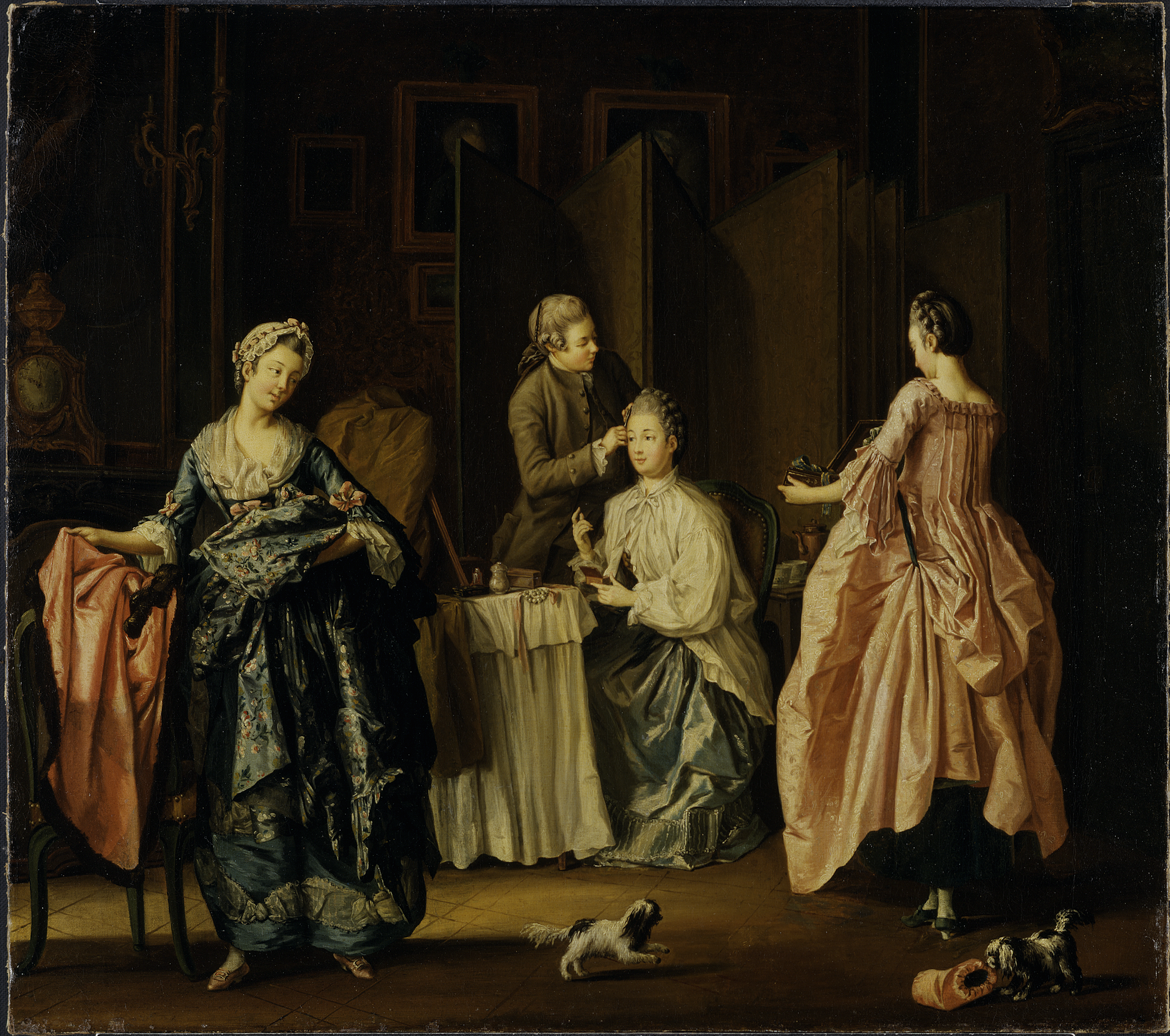
La toilette du matin.
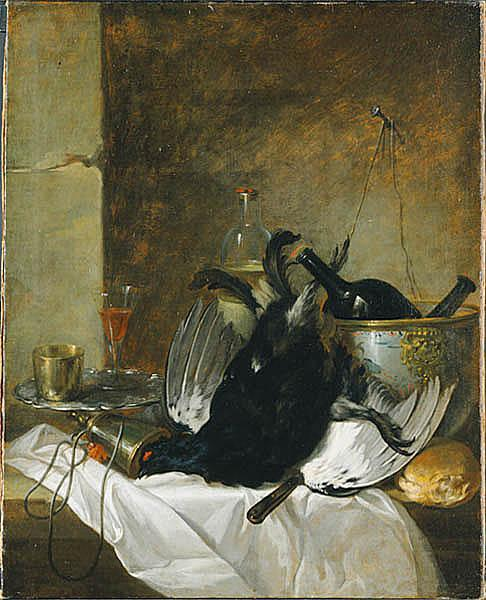
Nature morte.
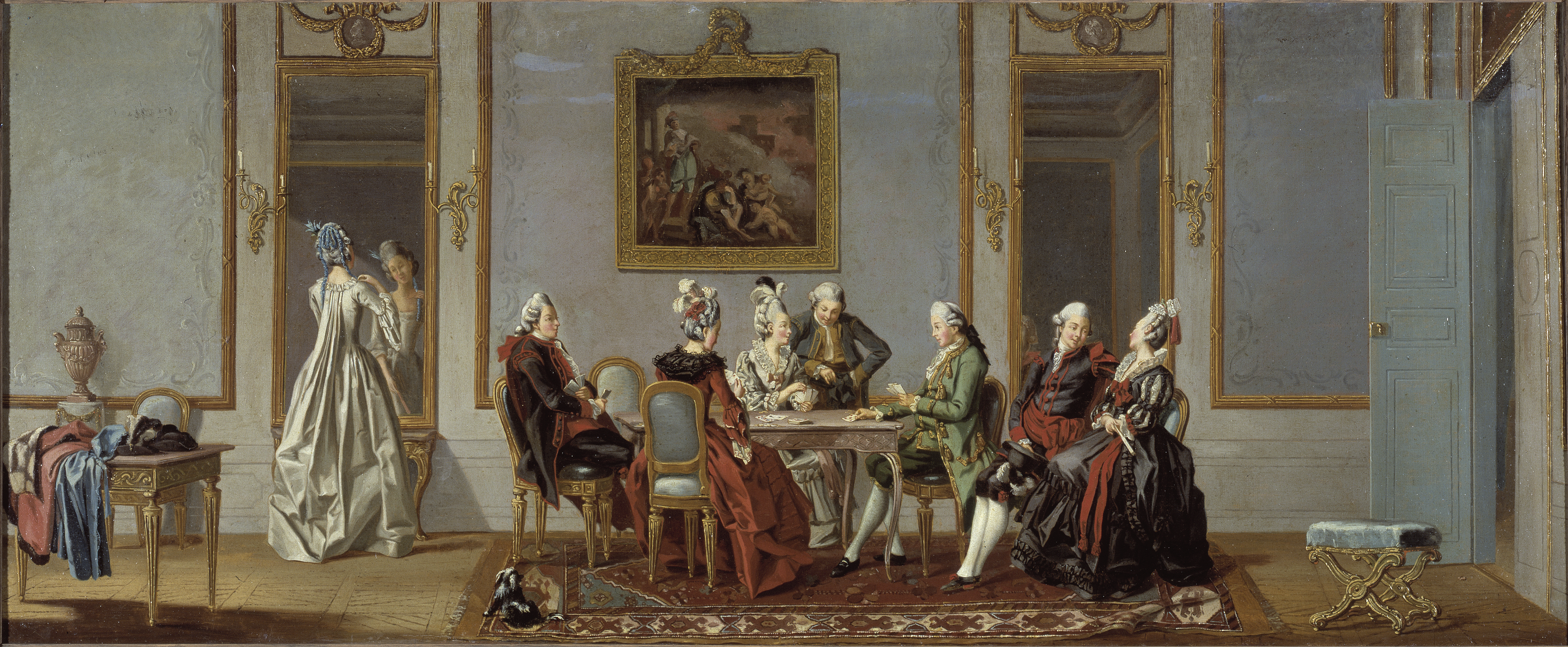
Intérieur de style gustavien avec joueurs de cartes, vers 1779.